# Emanuel Friedrich Zehender

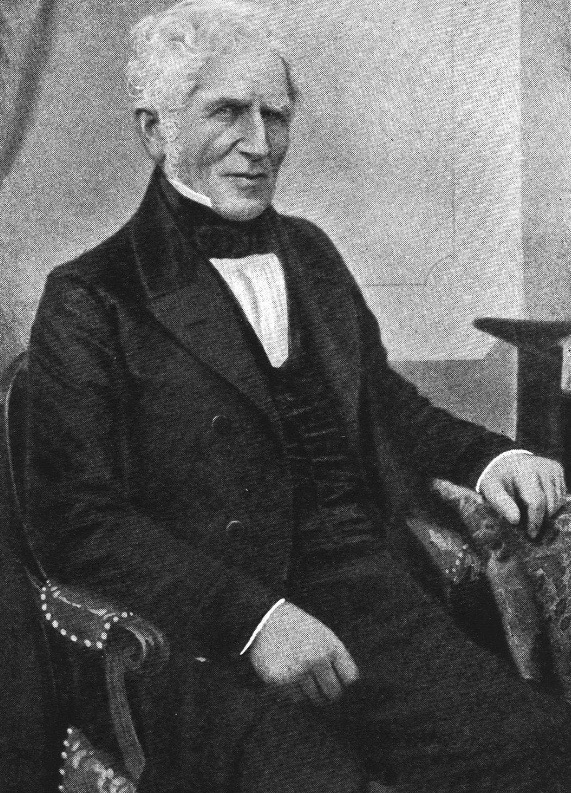
Emanuel Friedrich Zehender

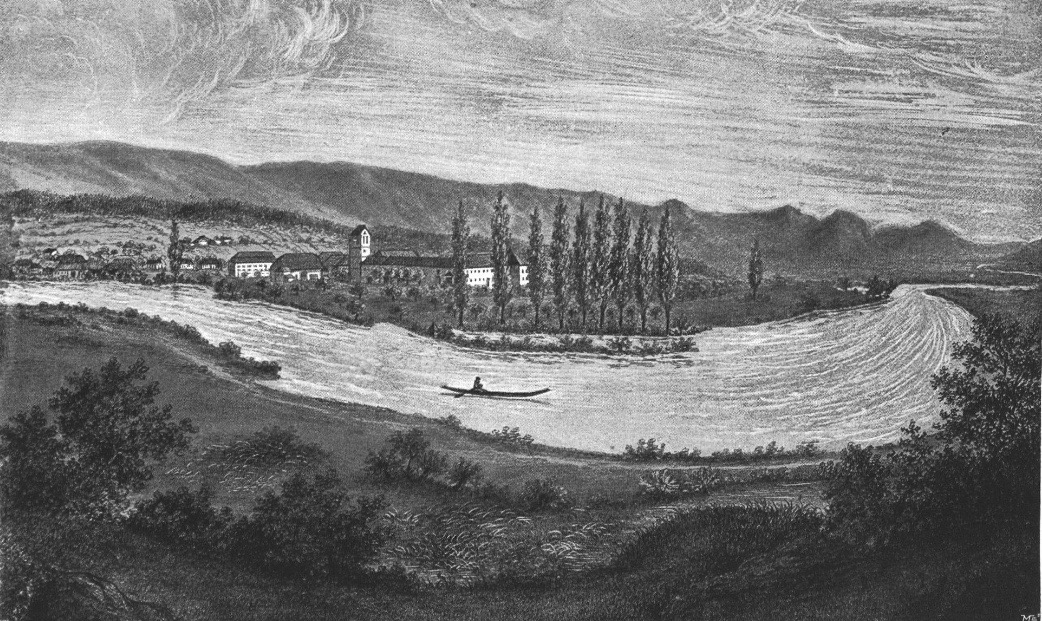
Schloss und Kirche Gottstatt, Bleistiftzeichnung von Emanuel Friedrich Zehender (1840)

Emanuel Friedrich Zehender (* 2. Januar 1791 in Orpund; † 24. Oktober 1870 in Bern) war ein Schweizer Schullehrer, Pomologe und Gutsbesitzer.

## Leben

### Familie
Emanuel Friedrich Zehender entstammte der Berner Ratsfamilie Zehender.
Er wurde im Pfarrhaus in Gottstatt bei Biel geboren. Sein Vater, Samuel Gottlieb Zehender (* 13. Juli 1756; † 16. November 1840), war Pfarrer und Dekan des Kapitels Nidau und leitete ein Landerziehungsheim. Seine Mutter war Maria Katharina (* 14. Juli 1767 in Bern; † Dezember 1802), die Tochter des Oberzollverwalters Johannes Wyttenbach (1734–1800). Die Familie bewohnte das Schlossgut Gottstatt, das 1801 von der bernischen Regierung gemietet und 1807 käuflich erworben wurde.
Er war verwandt mit dem Rostocker Hochschullehrer Carl Wilhelm von Zehender.
Emanuel Friedrich Zehender heiratete am 8. Dezember 1820 in Bargen Margarethe (* 9. Mai 1796 in Bern; † 16. Januar 1826 ebenda), die Tochter des Bataillonskommandanten und Oberamtmanns in Seftigen, Emanuel von Graffenried (1763–1842); aus der Ehe gingen zwei Töchter hervor.
Nachdem er schon das der Familie gehörende Rebgut Beauregard bei Rolle am Genfersee für 65.000 Schweizer Franken verkauft hatte, veräusserte er 1855 auch das Schlossgut Gottstatt an den Neuenburger Arzt Dr. Bovet für 45.000 Schweizer Franken und siedelte zum Augut bei Meienried über; den Winter verbrachte er in seinem Haus in der Gerechtigkeitsgasse 79 in Bern.
Er starb 1870 im Alter von fast 80 Jahren an den Folgen eines Unfalls während einer Eisenbahnfahrt ins Waadtland. Durch die Unachtsamkeit eines Mitreisenden, der die Wagentür gewaltsam hinter sich zuwarf, wurde ihm eine Hand dermassen gequetscht, dass er die Weiterfahrt unterbrechen und sich zu seiner Stadtwohnung in Bern begeben musste. Es trat Wundbrand ein, an dessen Folgen er verstarb.

### Werdegang
Die Familie Zehender war in Bildungsangelegenheiten tätig und Emanuel Friedrich Zehender verbrachte seine Jugend im Pfarrhaus und im väterlichen Institut, wo er Unterricht bei seinem Vater erhielt. Das Erziehungsinstitut wurde nicht nur von den Söhnen des bernischen Patriziates besucht, sondern zählte auch Engländer, Franzosen und Deutsche zu seinen Schülern. Zu den Lehrern gehörte 1806 unter anderem auch der spätere Physiker Georg Simon Ohm.
Nach seiner Ausbildung an der Universität Genf, kehrte er als Lehrer an das Institut seines Vaters zurück, wo er in verschiedenen Fächern wie Mathematik, Zeichnen und Literaturgeschichte unterrichtete. Er war auch für die Landwirtschaft des Gutes verantwortlich und führte die Landökonomie.
Emanuel Friedrich Zehender übernahm später das von seinem Vater gegründete Institut, das bis 1833 bestand. Das Institut war bekannt für seine strenge, aber wohlwollende Erziehungsmethode, die nicht nur akademische Fähigkeiten förderte, sondern auch die körperliche und seelische Entwicklung. Die Schüler, die aus verschiedenen Regionen der Schweiz kamen, lebten in einem strukturierten Umfeld, in dem Disziplin und Respekt gelehrt wurden; zu den Schülern des Instituts gehörten unter anderem der spätere Historiker Louis-Alphonse de Mandrot (1814–1882), der spätere Jurist und Politiker Conrad Melchior Hirzel und der spätere Gründer der Freien Evangelischen Gemeinde in Bern, Karl von Rodt. Er selbst war ein engagierter Lehrer, der sich insbesondere für die Realfächer wie Mathematik und Landwirtschaft interessierte.
Emanuel Friedrich Zehender veröffentlichte auch Materialien für den Schulgebrauch, wie z. B. ein Rechnungsbüchlein für die Primarschule und eine Sammlung auserlesener Gedichte, die bei Schülern und Lehrern gleichermaßen beliebt waren. Er redigierte und gab die Jugendzeitschrift Schweizerischer Jugendfreund heraus.
Er engagierte sich auch in der damals aktuellen Frage der Seelandentsumpfung (siehe Juragewässerkorrektion) und veröffentlichte mehrere Arbeiten darüber.
Nach dem Ende des Instituts im Jahr 1833 konzentrierte er sich auf die landwirtschaftliche Betätigung auf dem Familiengut Augut bei Scheuren. 1840, nach dem Tod seines Vaters, bewirtschaftete er mit seinen drei unverheirateten Schwestern, Caroline, Friederike und Catton, sowie seiner Tochter Sophie das väterliche Gut.
Er war ein Vorreiter in der Obstzucht und pflanzte bereits während seiner Zeit als Lehrer, extensive Obstgärten, vornehmlich Apfel- und Birnensorten auf dem väterlichen Augut; seine Bäume bezog er vom Pfarrer Jakob Nüsperli. Seine Methoden, die eine sorgfältige Pflege und eine nachhaltige Bewirtschaftung der Bäume betonten, waren weit über seine Zeit hinaus fortschrittlich; so nutzte er zum Pflügen einen belgischen Beetpflug, damit die Bäume nicht verletzt wurden. Er experimentierte mit verschiedenen Pflanzenmaterialien und Sorten, um die beste Leistung zu erzielen, und gab Ratschläge für die Anlage und Pflege von Obstgärten. Seine Arbeiten wurden von der Regierung beachtet, und er spielte eine führende Rolle in der Kommission für Obstbaumzucht. So schuf er das erste Bernische Stammregister vorzüglicher Kernobstsorten.
Er war ein Beleg für die Verbindung von Praxis und Theorie und veröffentlichte mehrere Schriften, die die Mängel des Obstbaues in der Schweiz kritisierten und Lösungsansätze vorschlugen. Seine Werke, wie Die Mängel des Obstbaues in vielen Gegenden der Schweiz, besonders des Kantons Bern, und die Mittel dagegen und Auswahl einiger der besten und abträglichsten Äpfelsorten, wurden weit verbreitet und trugen massgeblich zur Hebung der Obstzucht in der Schweiz bei. Er empfahl die Verwendung von gesundem Pflanzenmaterial, den richtigen Schnitt der Jungbäume, die Offenhaltung des Bodens und die richtige Pflege der Baumkronen.
Seine Innovationen in der Obstzucht und seine wissenschaftlichen Beiträge haben einen nachhaltigen Einfluss auf die Entwicklung des Obstbaues in der Schweiz gehabt.

## Mitgliedschaften
Emanuel Friedrich Zehender war Angehöriger der Gesellschaft zu Mittellöwen in Bern und Mitglied der Ökonomischen und Gemeinnützigen Gesellschaft des Kantons Bern.

## Schriften (Auswahl)
- Mustersammlung deutscher Lesestücke aus den vorzüglichen Prosaikern. Bern, Chur & Leipzig, 1837 (Digitalisat).
- Anfangsgründe der Mathematik: ein Lehrbuch für Schulen und den Selbstunterricht. Schwyz und Einsiedeln, 1839 (Digitalisat).
- Der Schweizerische Jugendfreund. Bern, 1841 (Digitalisat).
- Deutscher Dichtersaal von Klopstock bis auf die neueste Zeit. Solothurn, 1844 (Digitalisat).
- Der Schweizerische Jugendfreund. Biel, 1851 (Digitalisat).
- Beitrag zur gründlichen Beurtheilung des Korrektionswesens der Juragewässer. Biel, 1852 (2. Aufl.) (Digitalisat).
- Die Mängel des Obstbaues in vielen Gegenden der Schweiz, besonders des Kantons Bern, und die Mittel dagegen. Bern, 1857 (Digitalisat).
- Anleitung zur Obstbaumzucht. Bern, 1857 (Digitalisat).
- Wider Raupenfrass an den Obstbäumen!. In: Bernische Blätter für Landwirthschaft. Mitteilungs- und Verhandlungsblatt der Bernischen Oekonomischen Gesellschaft, Band 14. 1860. St. 17, S. 157–159.
- Auswahl einiger der besten und abträglichsten Aepfeisorten für Obstgärten und das freie Land überhaupt. Bern, 1865 (Digitalisat).
- Auswahl von Birnsorten, die entweder nur zum Rohgenuss oder für die Wirtschaft als Koch-, Dorr- oder Mostobst ausgezeichnet oder auch zu jeder dieser Verwendungen vorzüglich sind. Bern, 1866 (Digitalisat).
- Bemerkungen zu dem Berichte des Hrn. La Nicca über die Korrektion der Juragewässer. Biel (Digitalisat).